# Adam Drury
Adam James Drury, född den 29 augusti 1978 i Cottenham, England, är en engelsk före detta professionell fotbollsspelare och vänsterback som senast spelade för Leeds United.

## Karriär
Drury gick över till Norwich City från Peterborough United i mars 2001, priset vid övergången var £500 000. I juni 2012 skrev han som free agent på ett tvåårskontrakt med Leeds United.